# Снічі
«Снічі» (рос. Сничи) — радянський мультиплікаційний фільм, випущений Свердловською кіностудією в 1989 році.

## Сюжет
Снічі — птиці, схожі на курей, що живуть на пляжі. У одних з них є на грудях зірка, у інших — ні. Ті, снічі, які мають зірки, пишаються цим і не пускають до себе «простих», залишаючи для себе кращі розваги. Але становище змінюється, коли на пляж приїжджає торговець з машиною, що дозволяє за плату додавати снічу зірку або ж виводити її. Коли елітою стають все, а елітарні розваги перестають бути такими, природжені носії зірок йдуть стирати їх і стають елітою «без зірок». Процес повторюється безліч разів до тих пір, поки гроші не закінчуються. Торговець, який зробив прибуток на ворожнечі снічів, їде задоволеним, залишаючи пляж в розрусі і запустінні.

## Озвучування
немає

## Знімальна група
- Автор сценарію: Олексій Караєв
- Режисер: Олексій Караєв
- Художники-постановники: Сергій Айнутдінов, Валентин Ольшванг
- Оператор: Сергій Решетников
- Композитор: В'ячеслав Бєлов